# Py, Pyrénées-Orientales
Py (katalanska: Pi de Conflent) är en kommun i departementet Pyrénées-Orientales i regionen Occitanien i södra Frankrike. Kommunen ligger i kantonen Olette som tillhör arrondissementet Prades. År 2022 hade Py 79 invånare.

## Befolkningsutveckling
Antalet invånare i kommunen Py
| Referens: INSEE |